# Théorème de Lusternik-Fet
En mathématiques, le théorème de Lusternik-Fet énonce que sur toute variété riemannienne compacte, il existe une géodésique fermée. Il est nommé en l'honneur de Lazar Lusternik et Abram Ilitch Fet (en).